# 戈伊班达县
戈伊班达（Gaibandha District）为孟加拉国朗布尔专区辖县，地处孟加拉国中部。县境北与朗布尔和古里格拉姆县接壤，东依布拉马普特拉河毗邻杰马勒布尔县，南与博格拉县为界，西接焦伊布尔哈德、迪纳杰布尔和朗布尔县。全境年平均温度10.5°C至33.5°C，降水量2,536毫米。县域总面积2,179.27公里²，总人口2,117,959人（2003）。全县共分置7乡（乌帕齐拉），政府驻戈伊班达镇。